# Courléon
Courléon är en kommun i departementet Maine-et-Loire i regionen Pays de la Loire i nordvästra Frankrike. Kommunen ligger i kantonen Longué-Jumelles som tillhör arrondissementet Saumur. År 2022 hade Courléon 140 invånare.

## Befolkningsutveckling
Antalet invånare i kommunen Courléon
| Referens: INSEE |